# Sân bay quốc tế Queen Alia
Sân bay quốc tế Queen Alia (mã IATA: AMM, mã ICAO: OJAI) (tiếng Ả Rập: مطار الملكة علياء الدولي; chuyển tự: Matar al-Malikah 'Alya' ad-Dowaly) là sân bay lớn nhất của Jordan là nằm trong khu vực Zizya, 20 dặm Anh (32 km) về phía nam của Amman. Sân bay này có ba nhà ga: hai ga hành khách, một ga hàng. Nó là trung tâm nhà của hãng hàng không Royal Jordanian Airlines, hãng hàng không quốc gia của Jordan, sân bay cũng là một trung tâm lớn cho Jazeera Airways và Jordan Aviation. Sân bay đã được xây dựng vào năm 1983.
Sân bay này được đặt tên theo hoàng hậu Alia, người vợ thứ ba của vua Hussein của Jordan, người đã chết trong một tai nạn máy bay trực thăng vào năm 1977.

## Hãng hàng không và tuyến bay

### Vận chuyển hành khách
| Hãng hàng không          | Các điểm đến |
| ------------------------ | --- |
| Air Algérie              | Algiers |
| Air Arabia               | Sharjah |
| Air Arabia Egypt         | Alexandria-Borg El Arab |
| airBaltic                | Riga |
| Air France               | Paris-Charles de Gaulle |
| Alitalia                 | Rome-Fiumicino |
| Arab Wings               | Aqaba, Beirut, Tel Aviv |
| Arkia Israel Airlines    | Tel Aviv |
| Austrian Airlines        | Vienna |
| Bahrain Air              | Bahrain |
| Blue Panorama Airlines   | Milan-Malpensa [Seasonal] |
| bmi                      | Addis Ababa, London-Heathrow |
| Cyprus Airways           | Larnaca |
| Delta Air Lines          | New York-JFK |
| EgyptAir                 | Cairo |
| Emirates                 | Dubai |
| Etihad Airways           | Abu Dhabi |
| flydubai                 | Dubai |
| Gulf Air                 | Bahrain |
| Iberia                   | Madrid [Seasonal] |
| Iraqi Airways            | Baghdad |
| Jazeera Airways          | Kuwait |
| Jordan Aviation          | Aqaba |
| Kuwait Airways           | Kuwait |
| Libyan Airlines          | Benghazi, Tripoli |
| Lufthansa                | Frankfurt |
| Malév Hungarian Airlines | Budapest |
| Middle East Airlines     | Beirut |
| Mint Airways             | Madrid [Seasonal] |
| Nas Air                  | Riyadh |
| Neos                     | Bologna, Milan-Malpensa |
| Oman Air                 | Muscat |
| Qatar Airways            | Doha |
| Royal Falcon             | Abu Dhabi, Baku, Sharjah, Stockholm-Arlanda |
| Royal Jordanian          | Abu Dhabi, Aden, Al Ain, Al'Arish, Aleppo, Alexandria, Amsterdam, Aqaba, Arbil, Athens, Bahrain, Bangkok-Suvarnabhumi, Barcelona, Basra, Beirut, Benghazi, Brussels, Cairo, Chicago-O'Hare, Colombo, Damascus, Dammam, Delhi, Detroit, Doha, Dubai, Frankfurt, Geneva, Hong Kong, Istanbul-Atatürk, Jeddah, Kiev-Boryspil, Khartoum, Kuala Lumpur, Kuwait, Larnaca, London-Heathrow, Madrid, Medina, Milan-Malpensa, Montreal-Trudeau, Moscow-Domodedovo, Mosul, Mumbai, Munich, Muscat, New York-JFK, Paris-Charles de Gaulle, Riyadh, Rome-Fiumicino, Sana'a, Sharm el-Sheikh, Sulaymaniyah, Tel Aviv, Tripoli, Tunis, Vienna, Zürich |
| Royal Wings              | Aqaba, Tel Aviv |
| Saudi Arabian Airlines   | Dammam, Jeddah, Medina, Riyadh |
| Sudan Airways            | Beirut, Damascus, Khartoum |
| TAROM                    | Bucharest-Otopeni, Beirut |
| Turkish Airlines         | Istanbul-Atatürk |
| UM Airlines              | Kiev-Boryspil [Seasonal] |
| Vueling Airlines         | Barcelona |
| Wataniya Airways         | Kuwait |
| Yemenia                  | Beirut, Sana'a |

### Vận tải hàng hoá

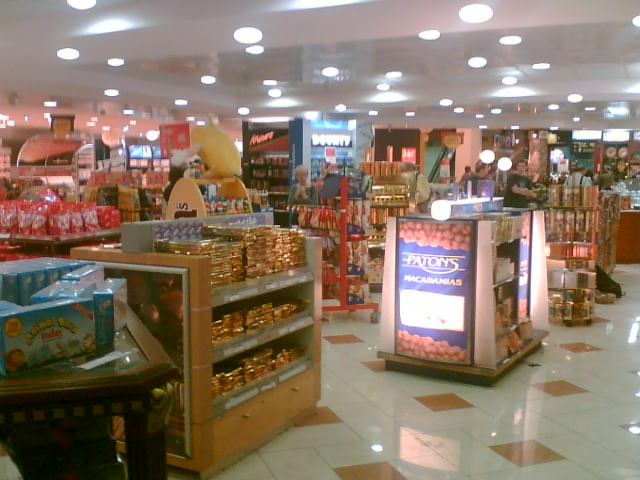
Miễn thuế Aldeasa

| Hãng hàng không       | Các điểm đến |
| --------------------- | --- |
| Royal Jordanian Cargo | Aqaba, Athens, Beirut, Brussels, Budapest, Dubai, London-Stansted, London-Gatwick, Istanbul, New York-JFK, Tel Aviv. |
| Etihad Crystal Cargo  | Abu Dhabi, Jeddah |
| Cargolux              | Luxembourg, Singapore-Changi                                                                                         |
| Turkish Airlines      | Istanbul-Ataturk |
| Emirates SkyCargo     | Dubai |